# Mark DeSaulnier
Mark James DeSaulnier, né le 31 mars 1952 à Lowell (Massachusetts), est un homme politique américain, élu démocrate de Californie à la Chambre des représentants des États-Unis depuis 2015.

## Biographie
Mark DeSaulnier est originaire du Massachusetts. Il est diplômé du College of the Holy Cross de Worcester en 1974.
En 1991, il est élu au conseil municipal de Concord, en Californie. Il est maire de la ville en 1993. L'année suivante, il rejoint le conseil des superviseurs (board of supervisors) du comté de Contra Costa. Il quitte le conseil en 2006, lorsqu'il est élu à l'Assemblée de l'État de Californie. En 2008, il est élu au Sénat de l'État.
En 2009, il se présente à la Chambre des représentants des États-Unis lors d'une élection partielle, mais est battu lors des primaires. En 2014, il est élu représentant dans le 11e district de Californie avec 67,3 % des voix face au républicain Tue Phan.